# Vercorin
Vercorin ist eine Pfarrgemeinde des Dekanats Siders sowie ein Feriendorf mit ca. 600 Einwohnern des Bezirks Siders im Schweizer Kanton Wallis.

## Geographie
Das Dorf liegt auf einer Bergterrasse oberhalb der Stadt Sierre auf einer Höhe von 1330 m ü. M. und hat Sicht auf das Rhonetal. Politisch gehört Vercorin zu der Gemeinde Chalais VS, wie die Dörfer Chalais und Réchy am Talrand sowie das Dorf Brie (auch Briey) ebenfalls auf der Hangterrasse.
Über  dem Dorf erhebt sich der Crêt du Midi, der Hausberg von Vercorin.  Er ist der nördlichste Gipfel der Bergkette Sasseneire, Becs de Bosson und Roc d’Orzival, welche das Val de Réchy resp. das Val d’Hérens vom Val d’Anniviers trennt.

## Geschichte

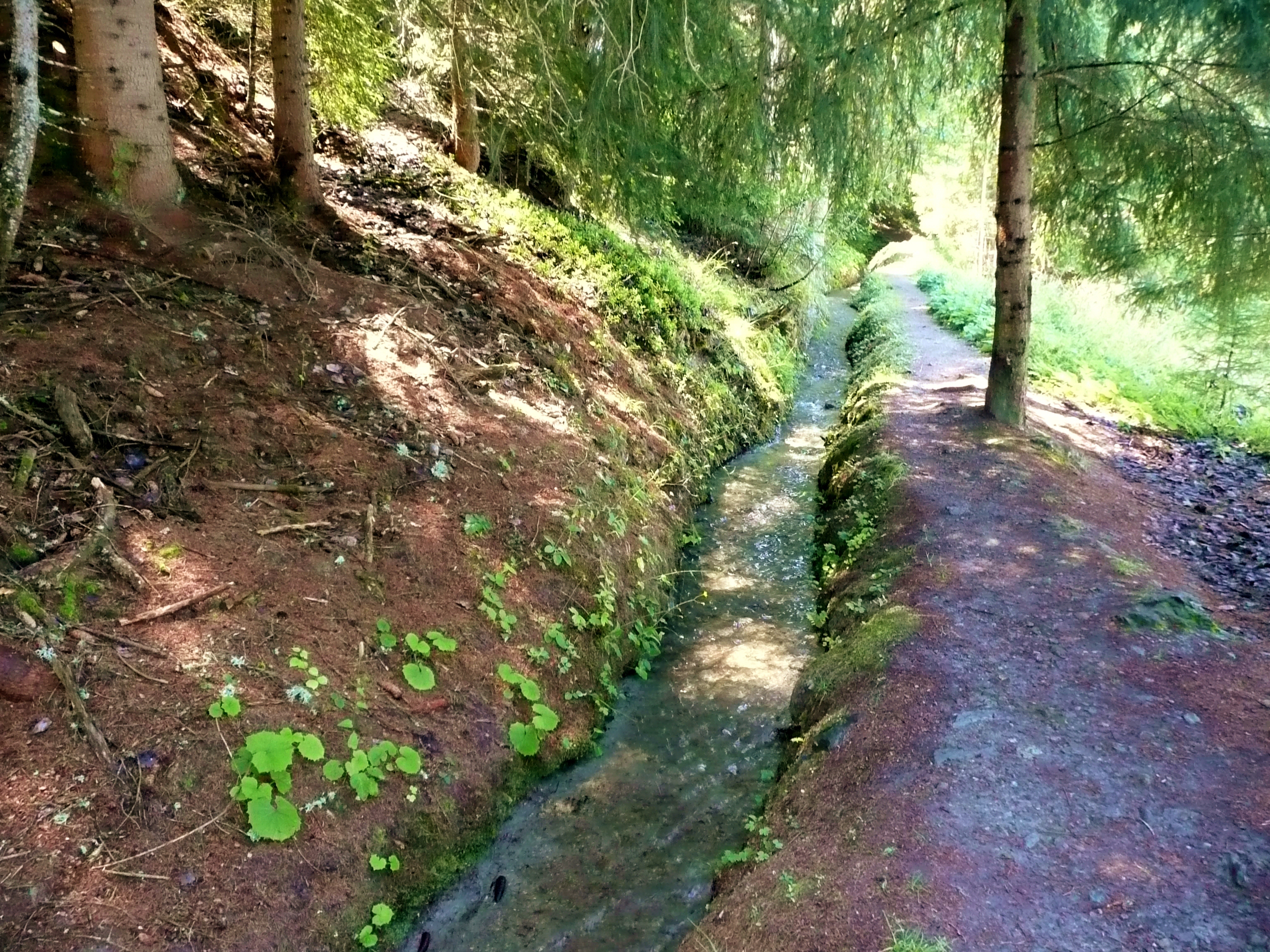
Bisse de Vercorin im Val de Réchy.

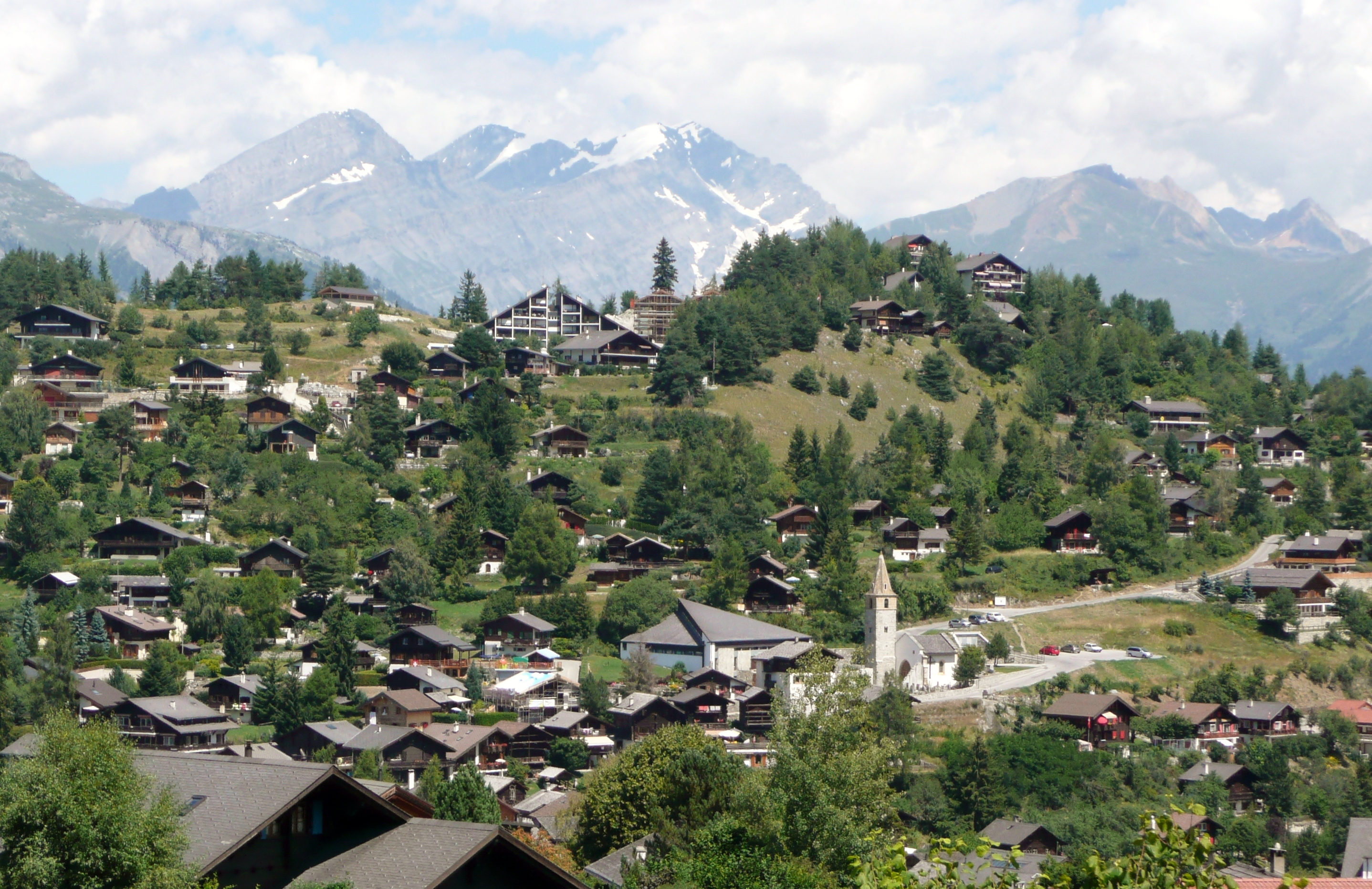
Blick auf Vercorin mit der Kirche Saint-Boniface.

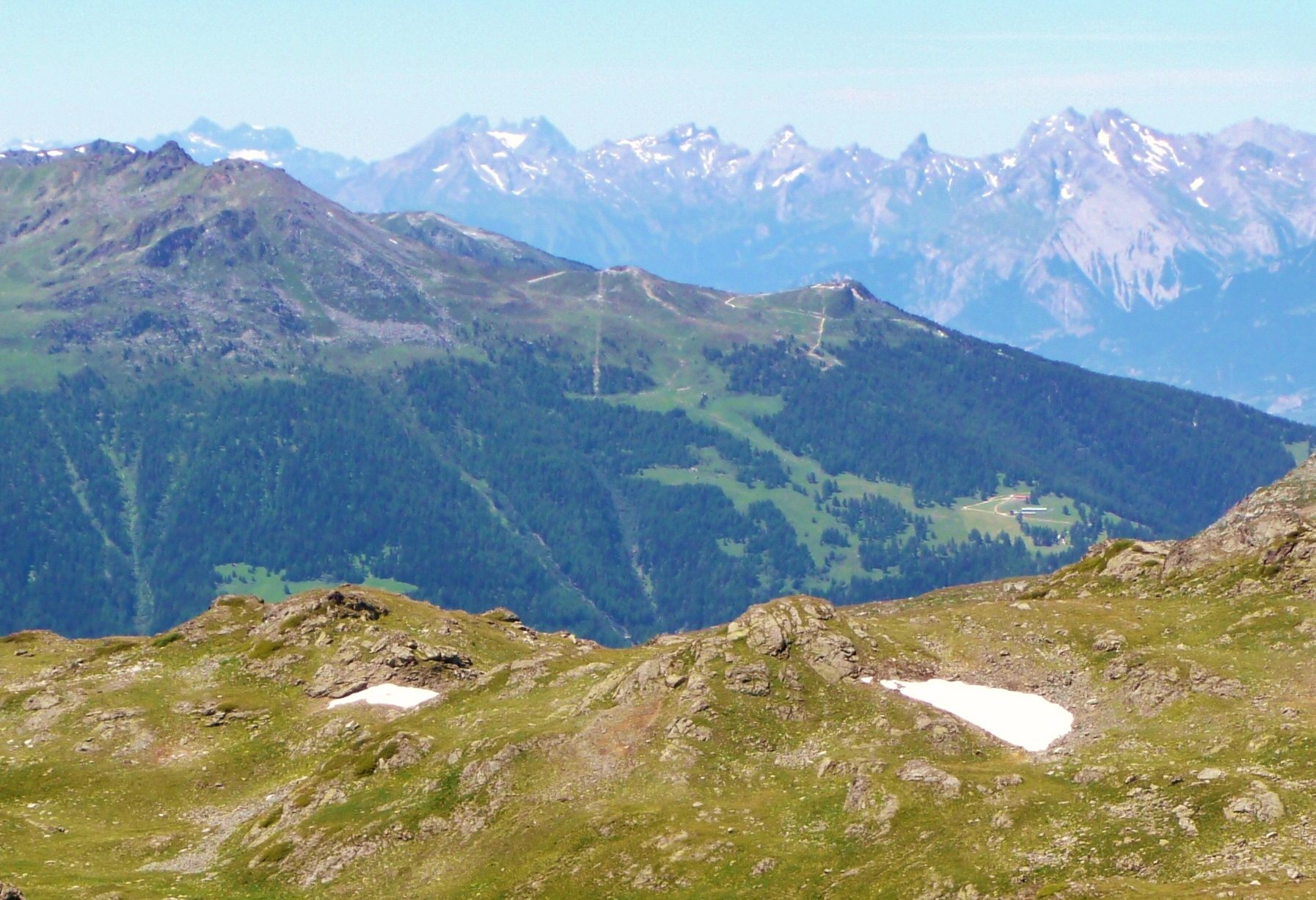
Crêt du Midi

Vercorin wurde erstmals im 11. Jahrhundert als Vercorens erwähnt. Die ersten Siedlungsspuren reichen jedoch bis in die Bronzezeit zurück. Wahrscheinlich besteht seit dem 12. Jahrhundert eine Pfarrei, welche dem Bischof von Sitten unterstellt war.  Die Herrschaftsrechte über das Dorf teilten sich die Herren von Ayent, von Chalais und von Anniviers sowie die Albi von Granges. 
Die Dorfgenossen von Vercorin wurden erstmals 1299 erwähnt. Sie regelten die Nutzung der Weiden und Bewässerungssysteme, der sogenannten Suonen oder Bissen. Im 14. Jahrhundert erbauten sie die 6,3 km lange Bisse de Vercorin. Diese führt bis heute aus dem westlich des Dorfes gelegenen Val de Réchy Wasser der Rèche auf die Weiden von Vercorin. 
Das ursprüngliche Gebirgsdorf mit seinen Holzhäusern und alten Getreidespeichern ist eng um den romanischen Glockenturm und den von 1520 stammenden gotischen Chor gebaut. Der mit Fresken von Hans Rinischer verzierte Chor der Kirche Saint-Boniface steht unter Denkmalschutz. 1964 wurde eine neue Kirche angrenzend an die bestehende Kirche gebaut.
Nach dem Bau der Strasse und der Luftseilbahn kam ab 1960 der Tourismus auf und löste die Landwirtschaft als wichtigste Einnahmequelle ab.  In der Folge entstanden Hotels, Ferienwohnungen und Chalets. 1950 wohnten noch 86 Personen in Vercorin, 1980 wares es 195 und im Jahr 2000 bereits 601.

## Bevölkerung
| Bevölkerungsentwicklung | Bevölkerungsentwicklung | Bevölkerungsentwicklung | Bevölkerungsentwicklung | Bevölkerungsentwicklung |
| ----------------------- | ----------------------- | ----------------------- | ----------------------- | ----------------------- |
| Jahr                    | 1950                    | 1980                    | 2000                    | 2017                    |
| Einwohner               | 86                      | 195                     | 601                     | 595                     |

## Verkehr
Erst seit 1938 ist Vercorin auf der Strasse und seit 1951 per Luftseilbahn erreichbar. Heute führen drei Strassen nach Vercorin. Die Hauptzufahrtsstrasse führt von Sierre und der Autobahn A9 über Chalais nach Vercorin. Diese Strasse wird seit 1946 auch von den regelmässigen Postautokursen ab dem Bahnhof von Sierre genutzt. Diese gewährleisten den Anschluss des Dorfes an den öffentlichen Verkehr der Schweiz. Eine weitere Strasse führt seit 1982 in der Höhe in westlicher Richtung bis nach Nax. Eine schmale, im Winter nicht immer befahrbare Strasse führt nach Vissoie und Grimentz im Val d’Anniviers.
1989 wurde die heutige Seilbahn mit den zwei je 15 Personen fassenden Gondeln gebaut. Sie führt vom Dorfrand von Chalais nach Vercorin.

## Tourismus
Vercorin bietet den Touristen im Sommer wie im Winter die Infrastruktur eines modernen Ferienortes mit drei Hotels, zahlreichen Ferienwohnungen, Chalets, Restaurants, Einkaufsmöglichkeiten und Sportangeboten.
Der Crêt du Midi, der Hausberg von Vercorin, hat eine Höhe von 2332 m ü. M. Seit 1973 erschliesst eine Gondelbahn mit der Mittelstation auf der Alp Sigeroula den Gipfel. Im Sommer 2012 wurde die Bahn durch eine moderne Gondelbahn ersetzt.

### Sommer
In Vercorin stehen ca. 250 km markierte Wanderwege den Touristen zur Verfügung. Der Aufstieg auf den Crêt du Midi dauert zu Fuss rund 3 Stunden. Eine Höhenwanderung oberhalb der Baumgrenze führt von Vercorin resp. Crêt du Midi nach Grimentz.
Die Route Nr. 58 "Chemin des Bisses" von SchweizMobil führt entlang der alten, noch funktionstüchtigen Wasserleitung Bisse de Vercorin.

### Winter
Seit den 1970er-Jahren erschliessen nebst der Gondelbahn 6 Skilifte rund um den Crêt du Midi ein kleines Skigebiet mit 35 km Pisten.